# Charles T. Hinde
Charles T. Hinde (12 de julio de 1832  - 10 de marzo de 1915) fue un industrial estadounidense, magnate, capitán de un barco fluvial y empresario. Gestionó e invirtió en numerosas empresas comerciales a lo largo de su vida. Ocupó cargos ejecutivos en negocios de navegación fluvial, transporte marítimo, ferrocarril y hoteleros. Antes de cumplir cincuenta años, ya había acumulado una gran fortuna con sus compañías de barcos de vapor y ferrocarriles. 
A finales de la década de 1880, Hinde fue invitado a San Diego por su amigo cercano E. S. Babcock para invertir y administrar varios negocios, incluido el Hotel del Coronado y la Compañía Comercial Spreckels Brothers, con John D. Spreckels. Aumentó enormemente su fortuna personal durante su estancia en el sur de California, y ayudó a estimular la economía de la región. Hacia el final de su vida, donó gran parte de su riqueza a diversos proyectos en la ciudad californiana de Coronado y sus alrededores, algunos dedicados a la memoria de su hija Camilla, que murió en Evansville, Indiana, a la edad de 13 años. 

## Primeros años
Hinde nació en Urbana, Ohio, el 12 de julio de 1832. Fue uno de los seis hijos de Thomas S. Hinde (1785-1846) y de Sara Cavileer Hinde (1791-1847). Su abuelo fue el Dr. Thomas Hinde (1737-1828), quien se distinguió en la Guerra de la Revolución Americana, cuando estuvo al servicio del General James Wolfe. Durante los primeros años de la vida de Hinde, la familia estuvo en constante movimiento, porque su padre era un predicador del circuito de la fe metodista, y se dedicaba a especular con bienes raíces militares en los territorios comprados a los nativos americanos por Willam Henry Harrison. Finalmente, el padre de Hinde compró una gran extensión de tierra en el sur de Illinois, donde fundó una ciudad y se estableció con su familia. 
Hinde asistió a la escuela primaria y secundaria en Mount Carmel, Illinois, una ciudad que su padre fundó en 1815. La familia Hinde eran grandes terratenientes en Mount Carmel y en el condado de Wabash, Illinois. Una porción de la tierra familiar estaba ubicada en el río Wabash e incluía Hanging Rock y la presa de Grand Rapids. Hinde asistió a la Universidad de Indiana Asbury (ahora Universidad de DePauw) en Greencastle durante un año y medio antes de abandonar la escuela tras la muerte de su padre y su madre. Hinde, su hermano Edmund C. Hinde y su hermana Belinda Hinde se vieron obligados a vivir con otros parientes o a valerse por sí mismos. Durante un corto período de tiempo en la década de 1850, Hinde y su hermana menor, Belinda, vivieron con su hermana mayor, Martha, y su esposo, el juez Charles H. Constable, en Mount Carmel y en Marshall, Illinois. Cuando abandonó la universidad, inicialmente solo pudo encontrar trabajo como empleado de supermercado en Vincennes y más tarde como empleado en Mount Carmel. Aunque estos eran trabajos mal pagados, Hinde pudo mantenerse porque había heredado grandes propiedades de su padre.

## Empleo en la navegación fluvial

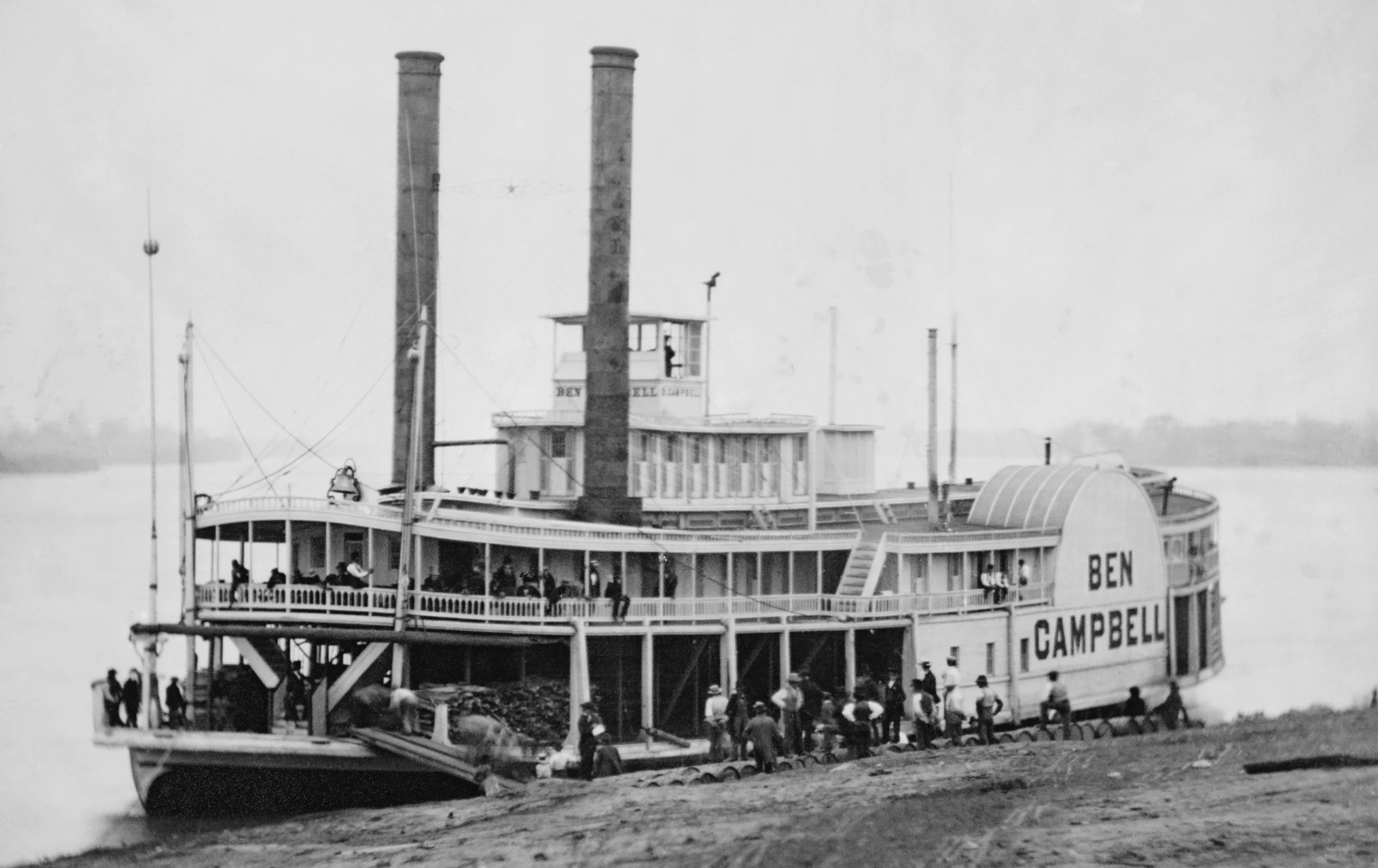
Un barco de vapor del tipo utilizado en el sistema del río Misisipi, de un daguerrotipo de la década de 1850

El primer trabajo de Hinde en el transporte fluvial fue como empleado en un bote que operaba entre San Luis, Misuri y St. Paul, Minnesota. Después de aproximadamente un año, se unió a la Galena, Dubuque y St. Paul Packet Company, que se convirtió en una de las compañías de transporte más grandes de esa parte del país. En un momento durante su empleo allí, contrajo el cólera y estuvo a punto de morir. Pero prosperó rápidamente en la compañía y fue ascendido al puesto de capitán con poco más de veinte años, una edad inusualmente joven. En 1862, fue a Louisville, Kentucky, para tomar el mando de un barco de vapor que navegaba desde allí a Memphis, Tennessee. Regresó a St. Louis en 1864 para servir como capitán del barco de vapor Davenport, que realizaba el trayecto desde St. Louis a St. Paul, antes de renunciar a ese cargo para organizar una sucursal de la Corporación Halliday Brothers en El Cairo, Illinois, que se dedicaba al transporte fluvial y los negocios de envío. Posteriormente estableció su propio negocio y se convirtió en el agente de envío en el muelle de El Cairo para todas las líneas de barcos de vapor que pasan por la ciudad, tanto en el río Ohio como en el río Misisipi y sus tributarios. Vendió sus intereses en el negocio poco después de su creación y se mudó con su familia a Evansville, Indiana, donde conoció a E. S. Babcock y a los hermanos Reid.

## Negocio ferroviario

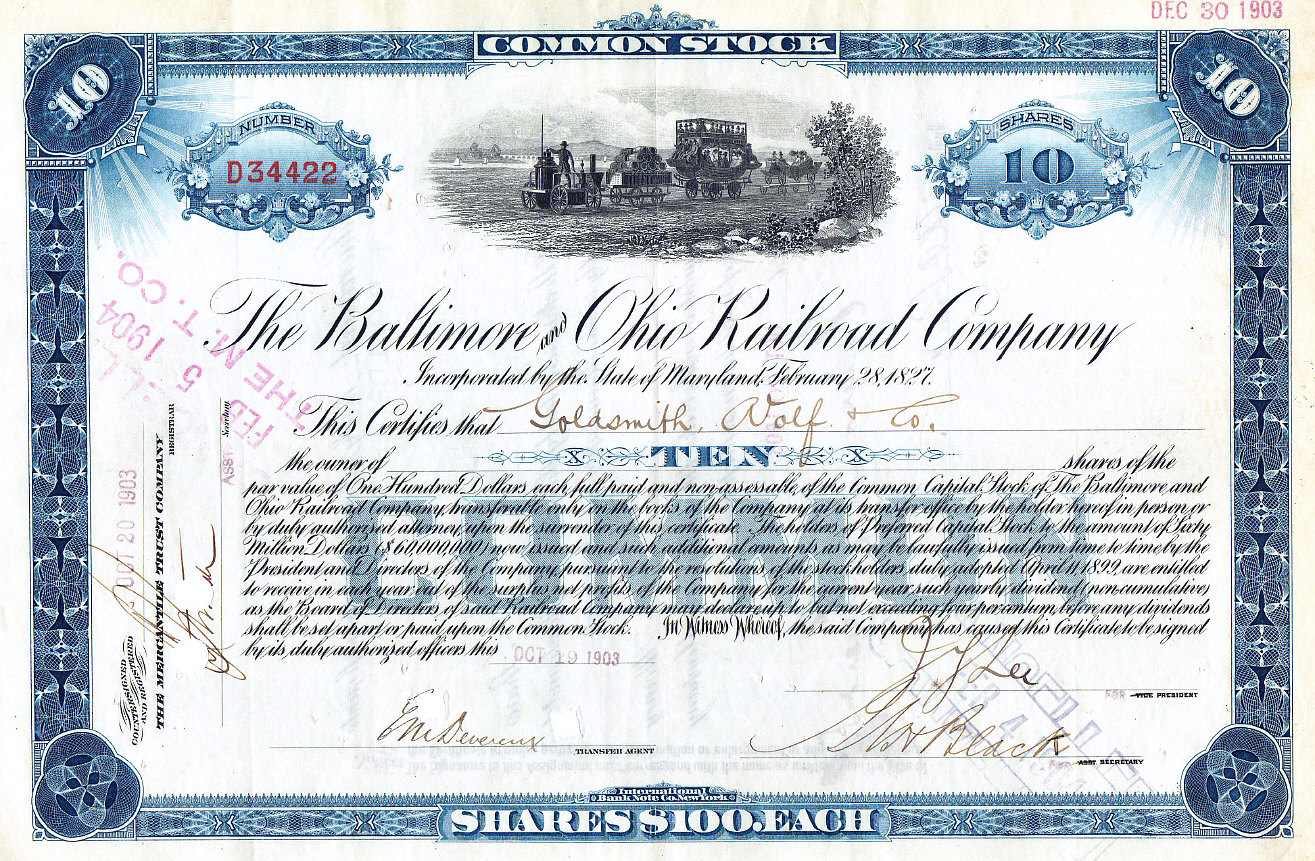
Certificado de acciones de B&O, 1903

Los barcos de vapor comenzaron a ver una fuerte competencia de los ferrocarriles después del crecimiento de sus líneas una vez acabada la Guerra Civil. Tras un breve episodio de mala salud en 1870, Hinde vendió sus intereses en el negocio de navegación fluvial y dirigió su atención a los ferrocarriles. Se fue a Louisville, Kentucky, a descansar, y casi por casualidad se convirtió en agente de envío de los Ferrocarriles de Baltimore y Ohio, a través de su estrecha relación con varios ejecutivos de la compañía. Obtuvo varios contratos para transportar granos, un negocio en el que pudo haber obtenido la idea de su hermano Edmund C. Hinde (1830-1909), quien entonces estaba activo en el negocio de granos en su ciudad natal de Mount Carmel. Pero el esfuerzo no tuvo éxito, y el Ferrocarril de Baltimore y Ohio entró en quiebra; Hinde hizo arreglos para que todos sus envíos fueran transferidos al Chesapeake y Ohio Railroad. Poco antes de recibir una invitación de E. S. Babcock para mudarse a Coronado, California, la única hija de Hinde, Camilla, murió en Evansville a la edad de 13 años. Babcock había fundado el Hotel del Coronado y varias compañías grandes, e invitó a Hinde a invertir y ayudar a administrar sus intereses comerciales. Hinde había estado involucrado en el negocio del ferrocarril por poco menos de una década cuando se fue al sur de California para invertir con John Diedrich Spreckels y E. S. Babcock en el negocio inmobiliario y hotelero. En los años siguientes, Hinde y Spreckels lanzaron juntos numerosas empresas exitosas y se convirtieron en buenos amigos.

## Sur de California

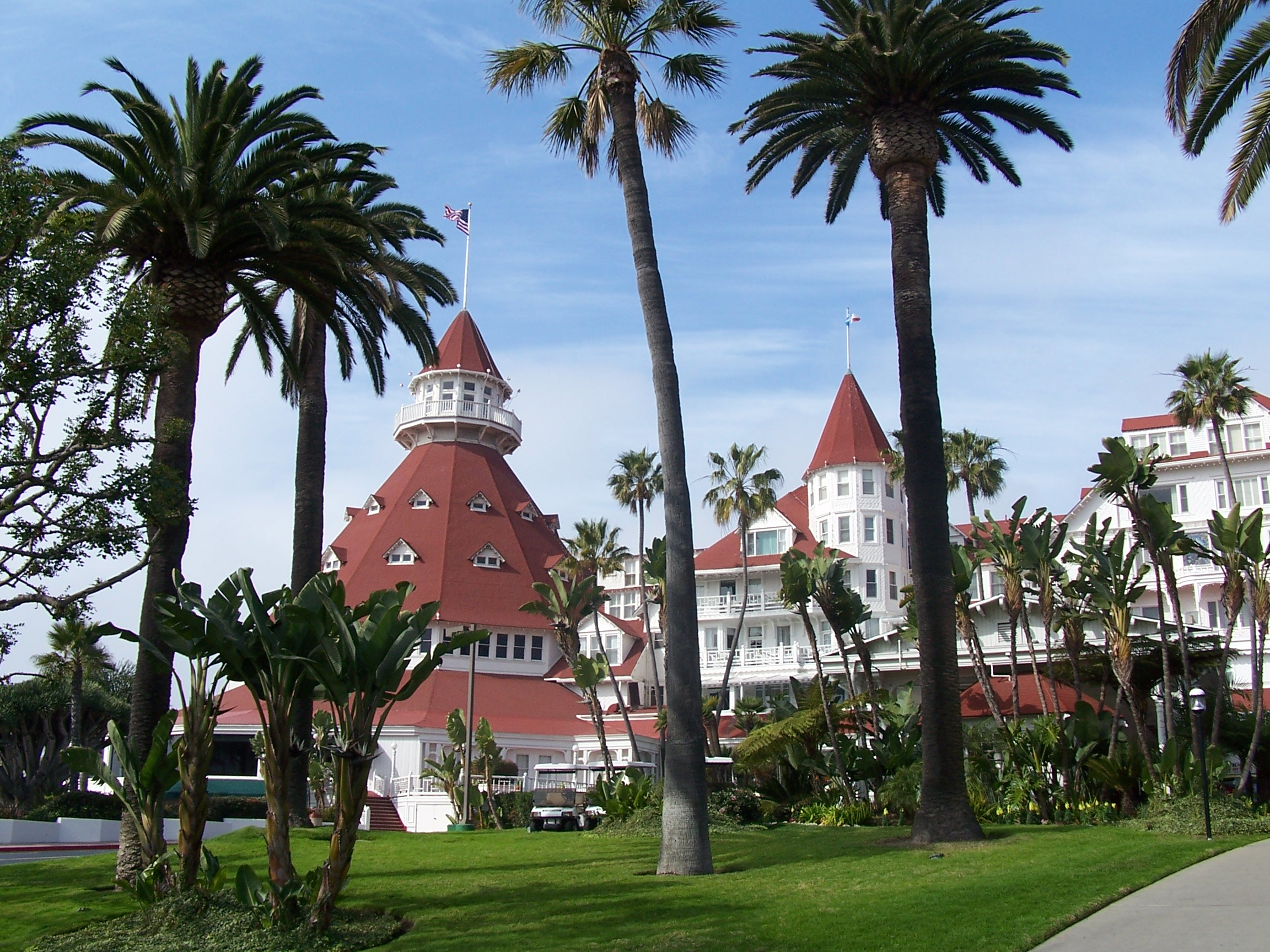
Vista frontal del Hotel del Coronado

En Evansville, Hinde se había familiarizado con los Hermanos Reid, quienes diseñaron muchas estructuras notables allí, incluida la Biblioteca Willard. Cuando Hinde y Babcock salieron de Evansville y se mudaron a Coronado, se llevaron a los Hermanos Reid con ellos y los contrataron para diseñar muchas estructuras, incluido el Hotel del Coronado. Hinde también usó a los hermanos Reid para proyectos personales, como su hogar en Coronado y la iglesia y la rectoría que construyó en la ciudad. Las tres estructuras siguen en pie hoy. Hinde pudo haber usado su amistad con los hermanos Reid para que diseñaran el Hotel Grand Rapids, que era propiedad de su sobrino, Frederick Hinde Zimmerman. El edificio se quemó en 1929.
En California, Hinde nuevamente se involucró en varios negocios e inversiones. Inicialmente, fue el agente comercial y gerente de Santa Fe Wharf, trabajando con Spreckels y Babcock. Más tarde, fue uno de los fundadores de la Compañía Comercial Spreckels Brothers, con una participación de un tercio. La empresa importaba carbón, cemento y mercancías en general. La inversión más importante y duradera de Hinde fue el Hotel del Coronado en la isla Rancho San Diego, propiedad de la Coronado Beach Company, originalmente capitalizada con 3 millones de dólares. En el momento de su fundación, los directores de la compañía eran Babcock, Spreckels, Hinde, H. W. Mallett y Giles Kellogg. Formaron la compañía el 7 de abril de 1886 y comenzaron la construcción del hotel. La compañía también realizó numerosas otras inversiones en el área de Coronado, pero sus planes fueron interrumpidos por el pánico de 1893, una recesión severa y una crisis bancaria causada por una burbuja en el negocio ferroviario. La economía no comenzó a recuperarse hasta 1897, y después de una caída de varios años, el mercado inmobiliario en el sur de California comenzó a recuperarse. Al igual que con su cambio original del negocio de la navegación al ferrocarril, el traslado de Hinde de los ferrocarriles a los hoteles aumentó drásticamente su fortuna personal. Desde su fundación hasta su muerte en 1915, Hinde siguió siendo vicepresidente y tesorero de Coronado Beach Company y de la Spreckels Brothers Commercial Company.

## Vida posterior y legado

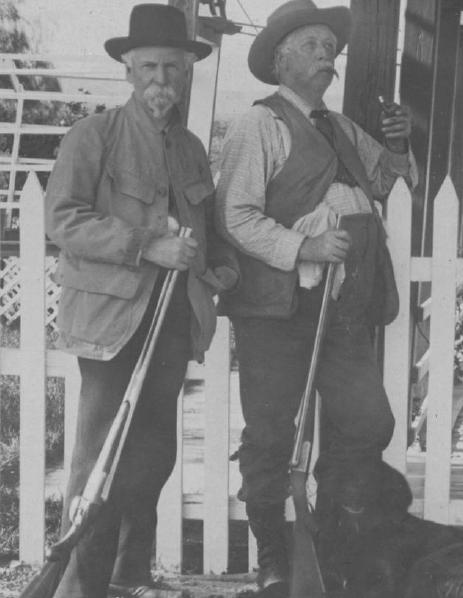
El capitán Hinde y el presidente William Howard Taft en el rancho de Hinde en California

A la edad de 72 años, Hinde comenzó a invertir en propiedades y minas en Nuevo México como un pasatiempo. Principalmente, se sirvió de sus sobrinos, Harry Hinde y Frederick Hinde Zimmerman, para que le avisaran sobre nuevas oportunidades de negocios. Los periódicos locales informaron sobre sus inversiones, pero solo consiguió ganancias modestas.
Hinde compró el automóvil más caro que se ofreció en el Salón del Automóvil de California de 1910, un enorme Thomas Flyer de 72 caballos fabricado por la Thomas Motor Company. Presentó un cheque por 6200 dólares y condujo el automóvil de regreso a una de sus residencias en San Diego, California.
Hinde estaba bien conectado entre los empresarios y políticos de élite de la época, debido a sus amplios intereses comerciales. Uno de sus amigos más cercanos era James J. Hill, del Pacific Railroad, con quien se familiarizó mientras trabajaba en el negocio ferroviario. Hinde era políticamente neutral, pero hacia el final de su vida, comenzó a apoyar a los candidatos republicanos, a instancias de su sobrino, Harry Hinde, un político republicano. Durante las elecciones presidenciales de 1912, Hinde entretuvo al presidente republicano William Howard Taft en su casa de Coronado; por entonces, Taft estaba haciendo campaña para su reelección a la presidencia de los Estados Unidos contra Teddy Roosevelt y Woodrow Wilson. Taft y su anfitrión fueron a cazar y a montar a caballo, y de paso Hinde le presentó a muchos de sus amigos y conocidos de los negocios. El presidente Taft perdió aquellas elecciones. 
Hacia el final de su vida, Hinde realizó donaciones a muchas organizaciones benéficas en el sur de California, y fue particularmente generoso con Coronado y San Diego. Financió la construcción de la Iglesia Episcopal de Cristo en Coronado, junto con su centro parroquial y rectoría, todo dedicado a su hija fallecida, Camilla. Aunque Hinde fue generoso en sus dotaciones, mantuvo un comportamiento modesto y discreto durante toda su vida. No le gustaba recibir crédito por su filantropía, quizás la razón por la que sus contribuciones fueron pasadas por alto en los años posteriores a su muerte. Hinde legó una gran parte de su patrimonio al hijo de su hermana Belinda, Frederick Hinde Zimmerman, quien usó el dinero para construir el Hotel Grand Rapids Hotel en la granja de la familia Hinde en Mount Carmel. Hinde dejó una porción aún más grande de su propiedad y su casa en Coronado a su sobrino, Harry Hinde.
Hinde murió en Coronado el 10 de marzo de 1915, a la edad de 82 años. De acuerdo con sus deseos, el servicio fúnebre celebrado en la Iglesia Episcopal que construyó para los residentes de Coronado fue modesto. Está enterrado en el cementerio Mount Hope, de San Diego, California. Sus documentos inmobiliarios muestran que, además de sus otros negocios, era copropietario de la Global Grain & Milling Company, con sede en Los Ángeles, fundada en 1898 y dirigida por Will E. Keller.